# Frezadero

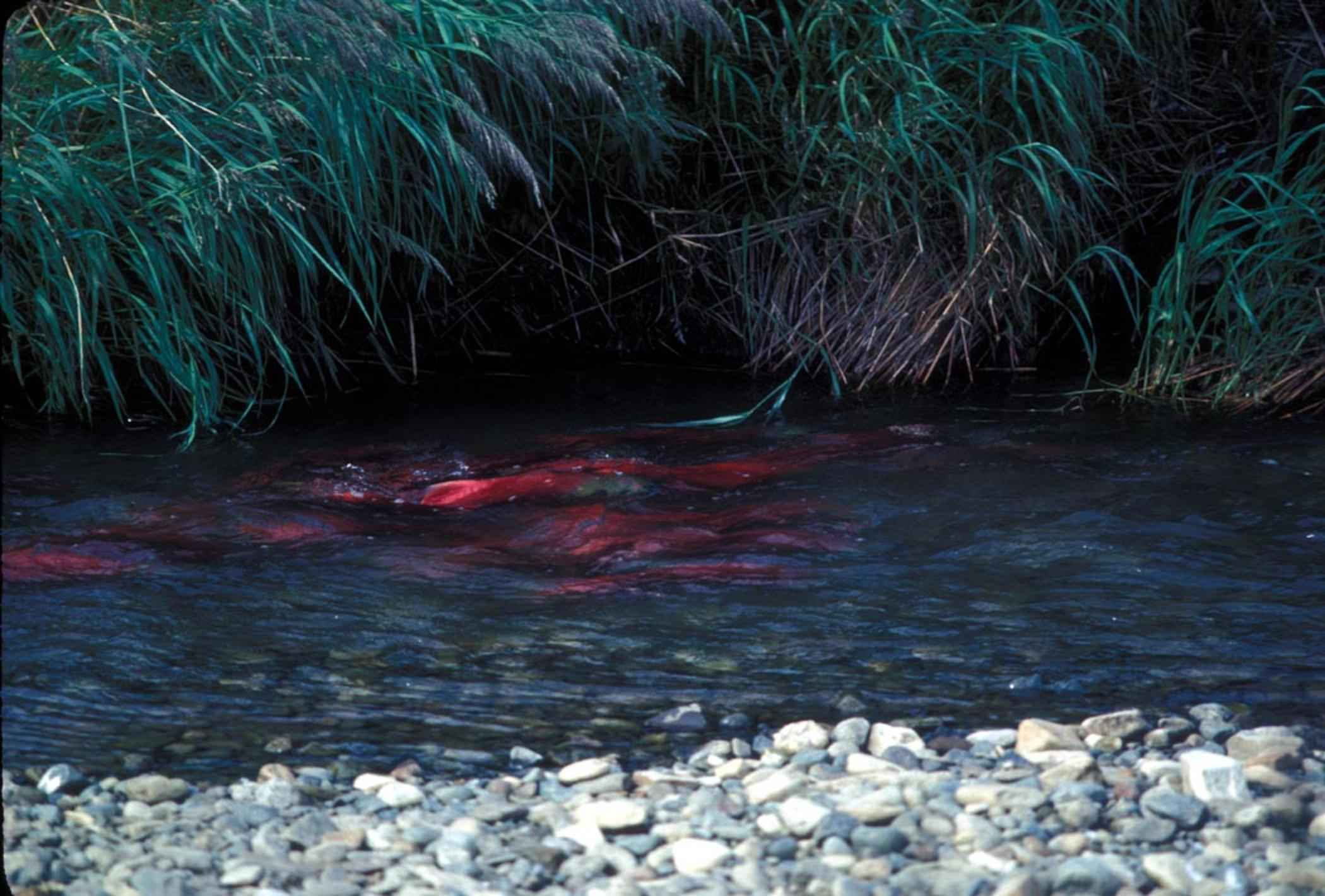
Frezadero del salmón rojo

Un frezadero es el lugar donde los animales acuáticos, y especialmente los peces, acuden a desovar o frezar. Los frezaderos pueden ser naturales (en océanos, ríos, estanques y hasta arroyos) o artificiales (dado en piscicultura, acuicultura y aucariología).

## Descripción
Durante la desovación, los ovíparos acuáticos buscan zonas con características ideales para la oxigenación, ocultación e incubación de sus huevos. Para algunas especies de peces eso significa aguas someras, suelo arena-graba, pequeñas piedras y zona soleada (los rayos de sol son fundamentales para que la incubación llegue a buen puerto). En fin, aguas de poca profundidad, ricas en oxígeno y de no mucha velocidad. Para otras especies son las profundidades del mar o los arrecifes de coral los más idóneos para la freza. En cualquier caso, frezaderos y nidos deben ofrecer siempre protección contra depredadores.
La desaparición de frezaderos naturales es uno de los motivos principales de la extinción de muchas especies acuáticas. En la actualidad, una de la actividades ecologistas más importantes, realizadas por instituciones medioambientales, expertos y voluntarios, es la rehabilitación y recuperación de frezaderos en distintos ecosistemas y hábitats. Un ejemplo de esta actividad son las labores de rehabilitación de áreas de freza de la trucha en los ríos de España.